# Nick Wilson
Pour les articles homonymes, voir Wilson.
Nicholas Rupert Wilson dit Nick Wilson, né le 26 février 1981, est un nageur sud-africain.

## Carrière
Aux Jeux africains de 2003 à Abuja, Nick Wilson est médaillé d'or du relais 4 x 200 mètres nage libre, médaillé d'argent des relais 4 x 100 mètres nage libre et 4 x 100 mètres quatre nages et médaillé de bronze du 200 mètres nage libre.
Il participe ensuite aux Jeux afro-asiatiques de 2003 à Hyderabad, où il est médaillé d'or des relais 4 x 100 mètres nage libre et 4 x 200 mètres nage libre, médaillé d'argent du 400 mètres nage libre et médaillé de bronze du 200 mètres nage libre.